# Прапор Острога
Пра́пор Острога́ затверджений рішенням сесії міської ради від 20 листопада 1995 року № 75.

## Опис
Прапор міста — це полотнище білого кольору розміром 1,00 на 1,40 м (пропорції 5:7) у центрі якого — герб міста: на малиновому фоні зображено Свято-Богоявленський собор, збудований за князя Василя Федоровича Красного, сина Преподобного Федора — Князя Острозького, в першій половині XV століття. Храм має п‘ять куполів, які символізують Христа і чотирьох євангелістів. Церква богоявлення була кафедральним собором, а також родовою усипальницею князів Острозьких.